# نيبويشا يوكسيموفيتش (كرة سلة)
نيبويشا يوكسيموفيتش (بالصربية: Небојша Јоксимовић) مواليد 17 نوفمبر 1981 في كوبر، جمهورية يوغوسلافيا الاشتراكية الاتحادية، هو لاعب كرة سلة صربي. بدأ مسيرته الاحترافية في سنة 2000. يلعب مع نادي سيبونا لكرة السلة. يحمل الرقم 33.

## المسيرة الاحترافية
لعب مع زلاتوروج لاشكو من سنة 2003 إلى 2005، ثم لعب مع لوكوموتيف كوبان في الدوري الروسي في سنة 2009، ثم لعب مع فيكتوريا يبرتاس بيزارو في الدوري الإيطالي في سنة 2010، ثم لعب مع إيجوكيا من سنة 2010 إلى 2013، ثم لعب مع أوليمبيا في موسم 2013–2014، ثم لعب مع كركا في موسم 2014–2015، ثم لعب مع سيبونا في سنة 2015.

## روابط خارجية
- نيبويشا يوكسيموفيتش على موقع الاتحاد الدولي لكرة السلة (الإنجليزية)
- نيبويشا يوكسيموفيتش على موقع الدوري الأوروبي لكرة السلة (الإنجليزية)
- نيبويشا يوكسيموفيتش على موقع كرة السلة الأوروبية.كوم (الإنجليزية)
- نيبويشا يوكسيموفيتش على موقع ريلجم (الإنجليزية)
- نيبويشا يوكسيموفيتش على موقع بروبوليرز (الإنجليزية)
- نيبويشا يوكسيموفيتش على موقع سبورتس رفرنس (الإنجليزية)